# Douglas Emerson
Douglas Emerson (* 5. Oktober 1974) ist ein ehemaliger US-amerikanischer Kinder- und Jugenddarsteller. 

## Leben
Emerson, der zuvor in mehreren Fernseh- und Filmproduktionen wie z. B. Der Blob (1988) mitgewirkt hatte, wurde vor allem durch die Rolle des Scott Scanlon in der erfolgreichen Jugendserie Beverly Hills, 90210 im deutschsprachigen Raum bekannt. Der Charakter war der beste Freund von David Silver – dargestellt von Brian Austin Green – der sich auf einer Party mit einer Waffe selbst erschoss. Für diese Rolle erhielt Emerson 1991 den Young Artist Award.
Nachdem Douglas Emerson 1991 in der zweiten Staffel die Serie verlassen hatte, beendete er seine Schauspielkarriere, besuchte er die Pepperdine University und ging zur US Air Force. Bis 2002 hatte er den Dienstgrad eines Staff Sergeants und war auf der Holloman Air Force Base in New Mexico stationiert. 2003 verließ Emerson die Air Force und lebt seither mit seiner Ehefrau und zwei Töchtern in Denver.

## Filmografie (Auswahl)
- 1982: Herbie, the Love Bug (Fernsehserie)
- 1987: Die 4-Millionen-Dollar-Jagd (Million Dollar Mystery)
- 1988: Der Blob
- 1990–91: Beverly Hills, 90210 (Fernsehserie)